# Leeuwenbergia
Leeuwenbergia é um género botânico pertencente à família Euphorbiaceae.

## Espécies
- Leeuwenbergia africana
- Leeuwenbergia letestui

## Nome e referências
Leeuwenbergia Letouzey & N.Hallé